# Christine Koschmieder

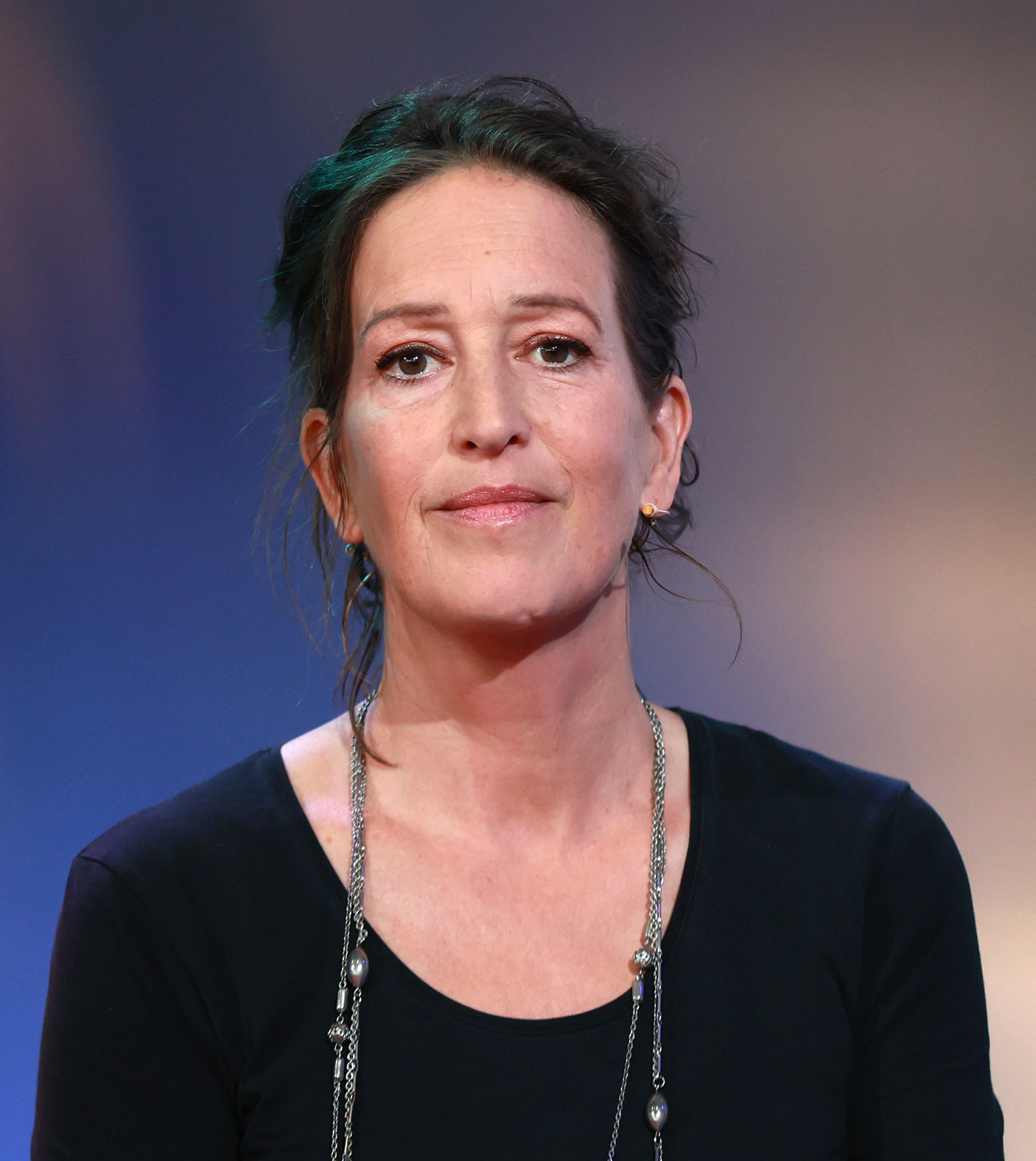
Christine Koschmieder auf der Frankfurter Buchmesse 2022.

Christine Koschmieder (* 1972 in Heidelberg) ist eine deutsche Literaturagentin, Schriftstellerin und Übersetzerin aus dem Amerikanischen. Sie lebt in Leipzig.

## Leben
Koschmieder studierte Intercultural Communication and European Studies sowie Theater-, Medien- und Kommunikationswissenschaft an der Universität Leipzig. Seit 2003 betreibt sie die Literaturagentur Partner + Propaganda für zeitgenössische Literatur aus Deutschland, Post-Jugoslawien sowie dem US-amerikanischen Hinterland, die unter anderen Nadine Kegele, Inger-Maria Mahlke und Edo Popović vertritt. Koschmieder ist Mitglied im Verband der Freien Lektorinnen und Lektoren. Außerdem macht sie Presse- und Öffentlichkeitsarbeit für Non-Profit-Organisationen. 2013 war sie Stipendiatin der Kulturstiftung des Freistaates Sachsen.
Ihr Debütroman Schweinesystem war 2014 unter den sieben Finalisten für den aspekte-Literaturpreis und für den Hallertauer Debütpreis nominiert. Die Frankfurter Allgemeine Sonntagszeitung stellte es im Herbst 2014 unter den sechs wichtigsten deutschen Debüts vor. Der Roman spielt in Deutschland im Jahr 1980 sowie in den USA. Protagonistinnen sind zwei Frauen, die zeitgleich beschließen, ihr Leben zu ändern und sich zufällig in einer Flughafentoilette begegnen: Die Amerikanerin Shirley aus Marshalltown gibt ihre Arbeit in einem Schweineschlachtbetrieb auf, um Vertreterin für Kosmetik von Mary Kay zu werden; die deutsche Studienrätin Elisabeth beginnt eine Affaire mit einem Stasi-Mitarbeiter. Koschmieder lässt beide Frauen „mit Witz, Verve und Erbarmungslosigkeit gegen die Wand fahren“. In einem Interview sagte sie, dass sie als Kind RAF gespielt habe, jedoch nicht den „x-ten-Meine-Kindheit-im-Deutschen-Herbst-Text“ schreiben wollte. Die realen historischen Ereignisse dieser Zeit hat sie in die fiktionale Handlung eingewoben. Maren Keller schrieb im Kultur Spiegel, Koschmieder erzähle in einem Tempo, das sich manchmal anfühle „wie Lesen mit Vorspultaste“. Bei ihr passe alles ganz selbstverständlich zusammen, „was bei anderen bemüht wirken würde …“
2016 erhielt sie abermals ein Arbeitsstipendium der Kulturstiftung des Freistaats Sachsen und 2018 war sie als Stipendiatin am Goethe-Institut in Thessaloniki. 2022 war sie Mitgründerin des PEN Berlin.
Koschmieder wurde von Mithu Sanyal zur Teilnahme am Ingeborg-Bachmann-Preis 2024 eingeladen.

## Veröffentlichungen
- Das F-Wort. Eine feministische Sicht auf sogenannte Fehlgeburten. Ein ansprechendes Heft (mit Originaldruckgraphiken und beiliegenden Stickern von Theresa Hügues), Maro-Verlag 2025, ISBN 978-3-87512-633-4.
- „Da Big Bluff“, in: Maria-Christina Piwowarski (Hrsg.), Und ich – 20 Geschichten über Wendepunkte des Lebens, park x ullstein, Berlin 2024 ISBN 978-3-98816-015-7, S. 201–214.
- Schambereich. Über Sex sprechen. Kanon Verlag, Berlin 2023, ISBN 978-3-98568-096-2.
- Dry. Roman. Kanon Verlag, Berlin 2022, ISBN 978-3-9856804-2-9.
- Trümmerfrauen. Ein Heimatroman. Edition Nautilus, Hamburg 2020, ISBN 978-3-96054-220-9.
- Schweinesystem. Roman. Blumenbar, Berlin 2014, ISBN 978-3-351-05012-2.

### Übersetzungen
- Paula Bomer: Neun Monate. Roman. Open House, Leipzig 2015, ISBN 978-3-944122-13-7.